# Beim Place Clichy in Paris

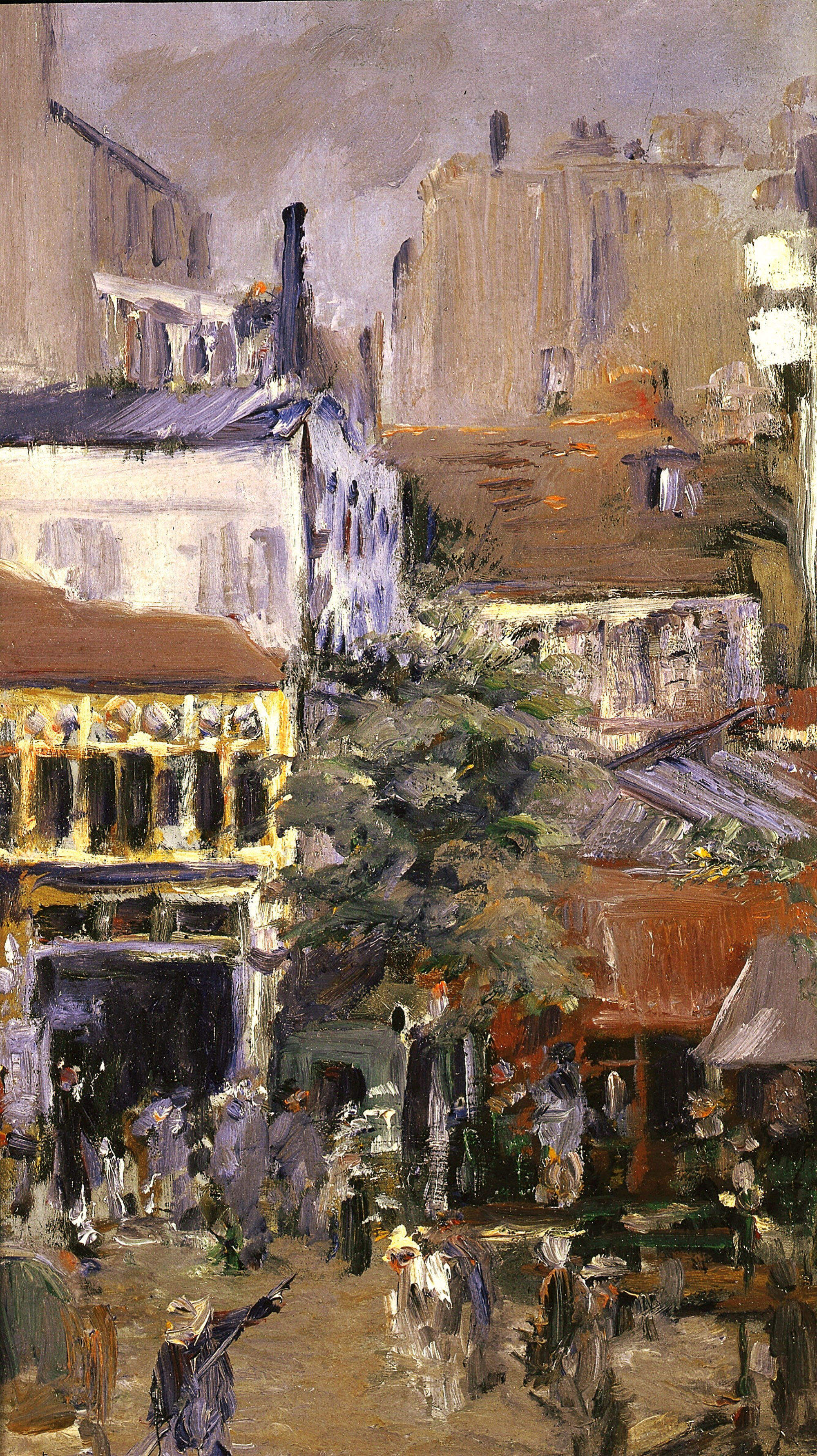
Beim Place Clichy in Paris
Édouard Manet, um 1878
39,4 × 22,5 cm
Öl auf Leinwand
Privatsammlung

Beim Place Clichy in Paris  (französisch: Vue Prise de la Place Clichy) ist ein Gemälde von Édouard Manet. Das 39,4 cm hohe und 22,5 cm breite Bild zeigt skizzenhaft eine Pariser Straßenszene. Es ist in Öl auf Leinwand gemalt und entstand in den 1870er Jahren in der Nachbarschaft von Manets Atelier und Wohnung. Das Gemälde befindet sich in einer Privatsammlung.

## Bildbeschreibung
Das als Hochformat ausgeführte Bild zeigt eine Pariser Stadtansicht. Zu sehen ist keines der markanten Gebäude der Stadt, sondern eine Alltagsszene mit geschäftiger Straße im Vordergrund und gestaffelt dahinter die Fassaden verschiedener Häuser. Das mit lockerem Pinselstrich gemalte Bild lässt nur wenige Details deutlich erkennen. Im unteren Bereich ist das lebhafte Treiben einer Straße dargestellt. Links kehrt ein Mann in blauer Arbeitskleidung und mit grauem Hut die Straße. Möglicherweise steht links neben ihm ein Karren für den Müll. Ein weiteres Gefährt, mit deutlich größeren Rädern, steht am rechten Bildrand. Dazwischen befindet sich eine nach vorn gebeugte Person mit weißem Hemd und hellem Strohhut. Das Gesicht ist ebenso wie beim Straßenfeger nicht zu erkennen. Eine Gruppe weiterer Personen steht vor dem Schaufenster des Geschäftes am linken Bildrand. Um was für ein Geschäft es sich hier handelt, ist weder durch einen Blick in den dunkel wirkenden Laden zu erahnen, noch gibt es eine sichtbare Reklamebeschriftung, die hierüber Auskunft geben könnte. Auffälliger als das Erdgeschoss mit dem Schaufenster ist der erste Stock des Hauses. Seine kleinteilige Fensterfront aus vertikalen und runden Glasscheiben ist in einem leuchtend hellen Material gefasst. Neben diesem Gebäude steht in der Bildmitte ein Baum, der mit seinem dichten grünen Laubwerk bis über das zweite Stockwerk des Hauses reicht. Rechts neben dem Baum sitzen unter einer braunen Markise Menschen in einem Lokal. Hinter dem direkt an der Straße stehenden Ladenlokal und dem Haus mit dem Schaufenster erheben sich weitere Gebäude. Am linken Bildrand ist hinter dem Haus mit dem Schaufenster ein Haus mit grauer Fassade und graublauem Zinkdach gemalt. Ein schmales Schornsteinrohr aus Metall markiert die Hausecke. Während auf der nach vorn zum Bildbetrachter weisenden Fassade mit blassem Farbauftrag Fenster angedeutet sind, zeigt die nach rechts weisende Brandmauer möglicherweise eine nicht lesbare Werbeschrift, die der Maler in kräftigen blauen Tupfen angedeutet hat. Hinter dem Lokal mit seiner braunen Front und dem flachen blaugrauem Zinkdach steht ein Haus mit einer hellen Fassade. Darauf sind Fenstern und geöffneten Fensterläden gemalt. Das Dach mit seinen braunen Ziegeln hat rechts einen flachen gemauerten Schornstein und ein einzelnes Dachfenster. Im oberen Bilddrittel finden sich weitere Hausfassaden, die ebenso wie der Himmel in Grautönen dargestellt sind. Am rechten Bildrand gibt es zudem zwei helle Farbtupfer, deren Bedeutung jedoch unklar bleibt. Das Bild ist weder signiert noch datiert.

## Hintergründe zur Entstehung des Bildes
Das Bild gehört zu den wenigen Stadtansichten im Werk des Künstlers. Neben Hafenansichten von Boulougne, Bordeaux oder Calais hat Manet verschiedene Ansichten seiner Geburtsstadt Paris gemalt. Hierzu gehören die Gemälde Die Weltausstellung von 1867, in dem er erstmals ein Panorama von Paris zeigte, sowie das um 1867 entstandene Bild Das Begräbnis, in dem die Pariser Silhouette als Hintergrund dient. Beide Werke sind Ereignisbilder mit besonderer Bedeutung für Manet. Zur Weltausstellung 1867 hatte er am Rand des Ausstellungsgeländes einen eigenen Pavillon für seine Werke errichten lassen und in der Darstellung eines Leichenzuges thematisierte er wahrscheinlich die Bestattung seines Freundes Charles Baudelaire. Während des Deutsch-Französischen Krieges von 1870 bis 1871 entstand zudem die Winterlandschaft Effet de neige à Petit-Montrouge als menschenleeres Stimmungsbild mit einem Motiv vom Pariser Stadtrand. Bei zwei weiteren Bildern zeigt Manet den Alltag in der französischen Hauptstadt. In Musik im Tuileriengarten von 1862 bilden die Bäume des Parks den Hintergrund für ein sonntägliches Gruppenporträt seiner Freunde und in Die Eisenbahn von 1873 stellt er eine Frau mit Kind vor einem Gitter dar, durch das der Blick auf die Bahngleise des Bahnhofs Saint-Lazare fällt. In Die Eisenbahn hat Manet zudem in der linken oberen Ecke das Haus Rue der St.-Pétersbourg Nr. 4 gemalt, in dem sich sein Atelier befand. Aus dem Atelierfenster dieses Hauses malte er 1878 eine Reihe von drei Ansichten der Rue Mosnier (heute Rue de Berne), bei denen er, wie im Gemälde Beim Place Clichy in Paris, von einem erhöhten Standpunkt aus herab auf das Geschehen in einer Pariser Straße blickt. 

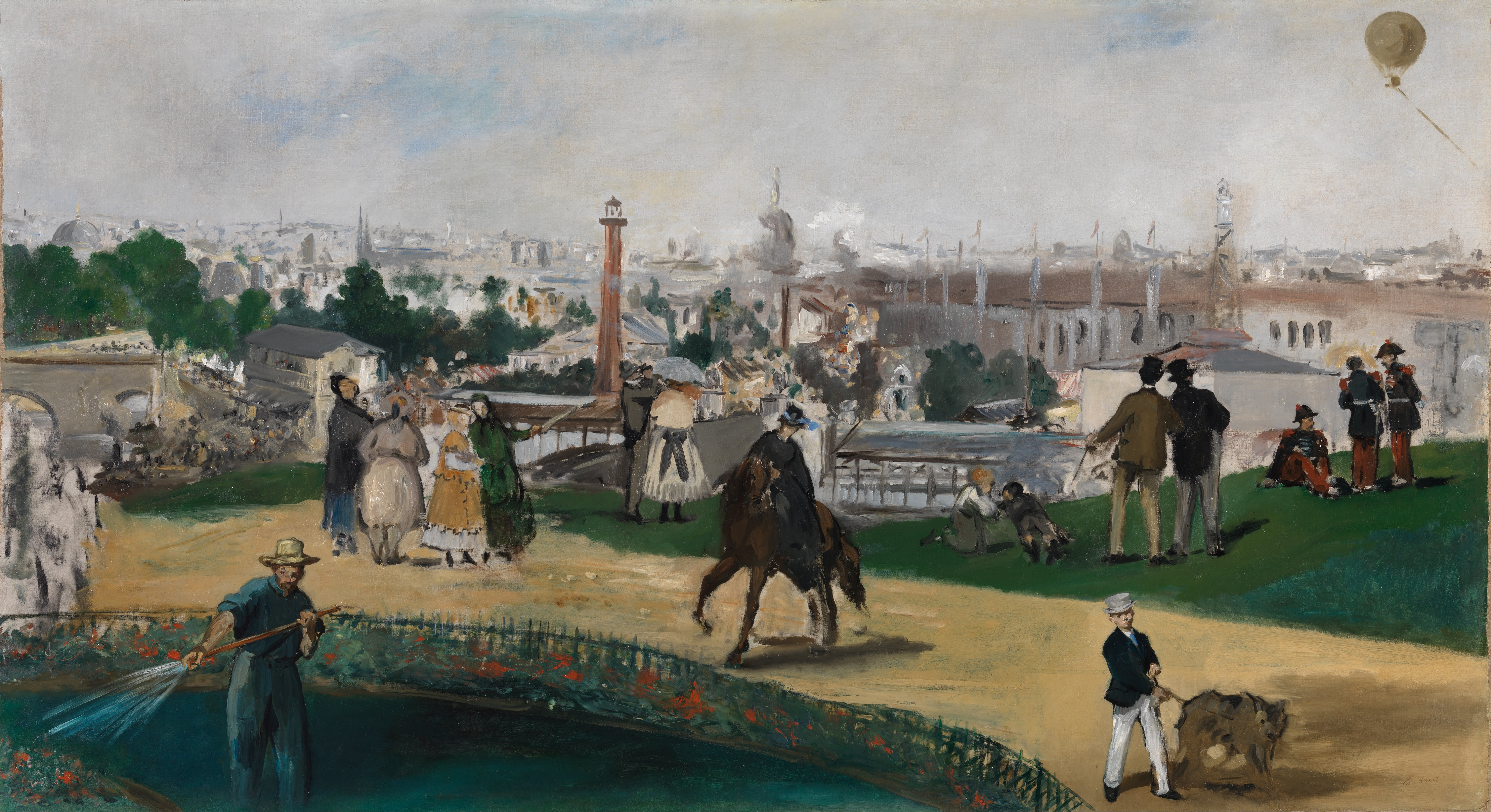
Édouard Manet: Die Weltausstellung von 1867, 1867
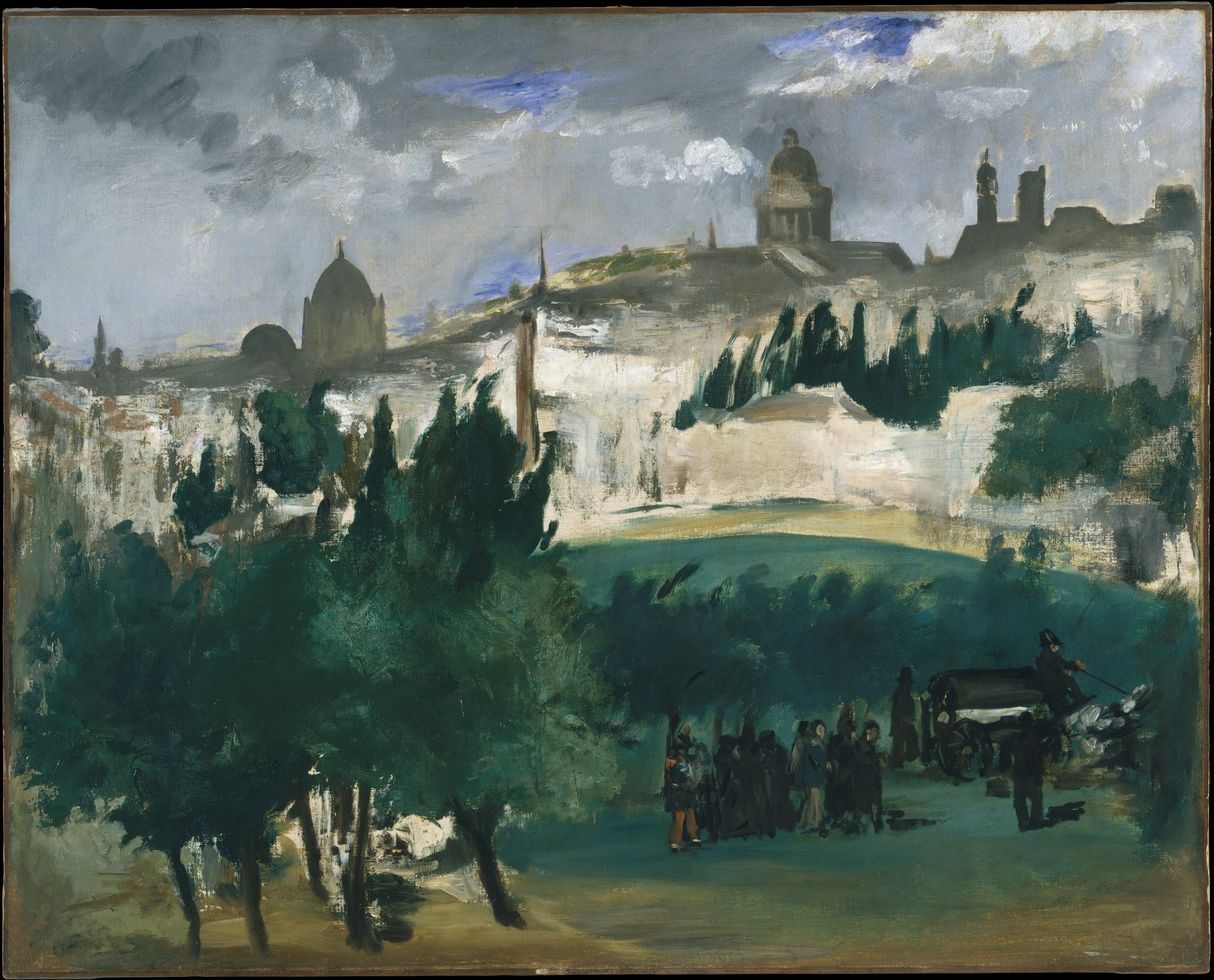
Édouard Manet: Das Begräbnis, um 1867
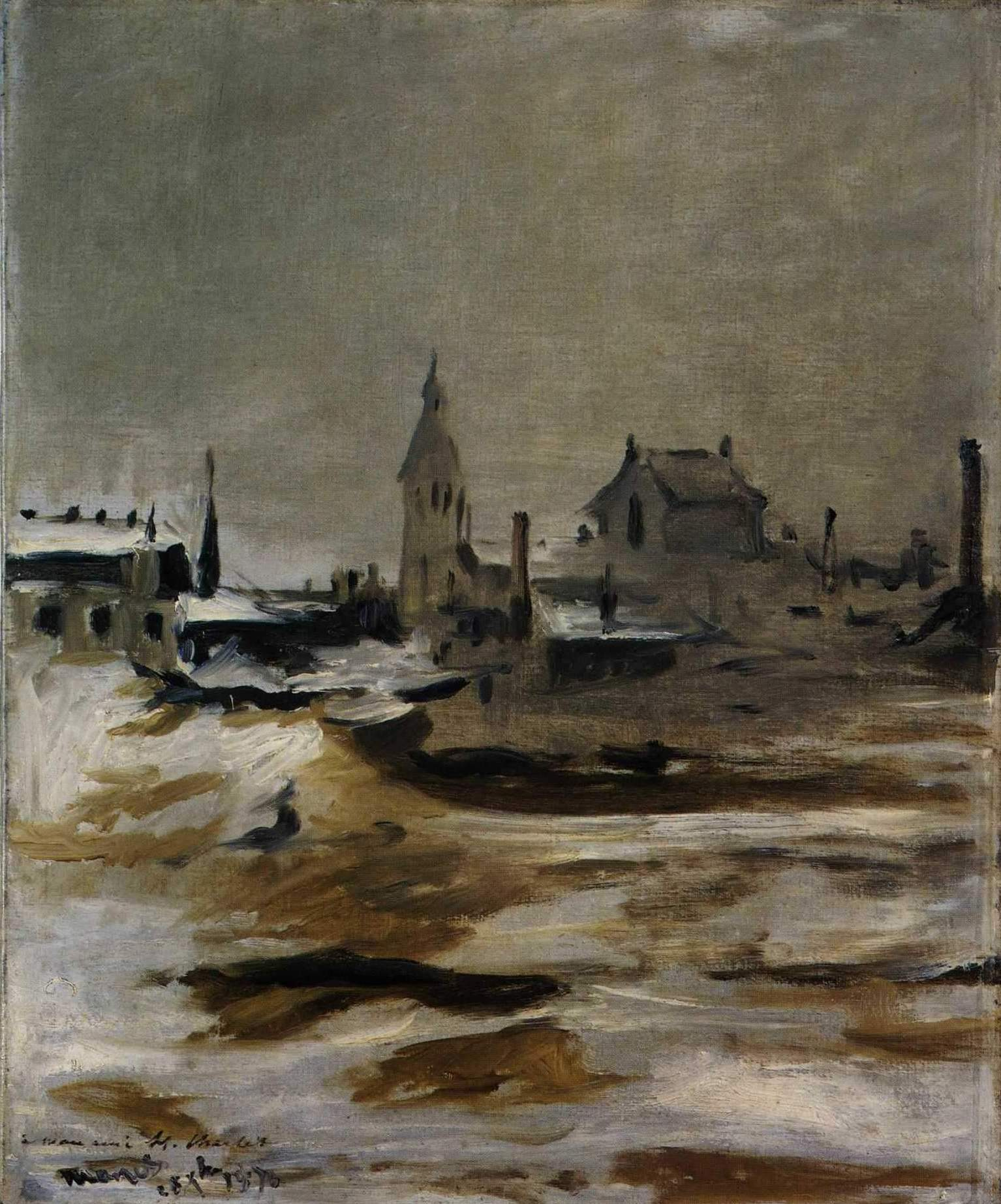
Édouard Manet: Effet de neige à Petit-Montrouge, um 1870
Édouard Manet: Die Rue Mosnier mit Flaggen, 1878

Die Ähnlichkeiten im Motiv haben möglicherweise Rouart/Wildenstein veranlasst, das Bild Beim Place Clichy in Paris in ihrem Werkverzeichnis ebenso wie die Ansichten der Rue Mosnier auf 1878 zu datieren. Manets Biograf Théodore Duret, ein Zeitgenosse des Malers, hatte die Entstehungszeit des Bildes auf 1875–1877 eingegrenzt und die Museumsdirektorin Françoise Cachin vermutete mit „1871?“ ein relativ frühes Entstehungsjahr. Zwar weist auch das 1870 gemalte Effet de neige à Petit-Montrouge bereits eine lockere Pinselführung auf, aber die Darstellung einer Pariser Alltagsszene mit dem Motiv des geschäftigen Treibens in einer Straße deutet bei Manet auf ein späteres Entstehungsjahr hin. Auf das Jahr 1878 legt sich auch die Autorin Maria Teresa Benedetti fest, die sich anlässlich der Manet-Ausstellung 2005–2006 in Rom eingehender mit dem Gemälde beschäftigt hatte und es ebenfalls zeitlich mit den Ansichten der Rue Mosnier in Verbindung bringt.

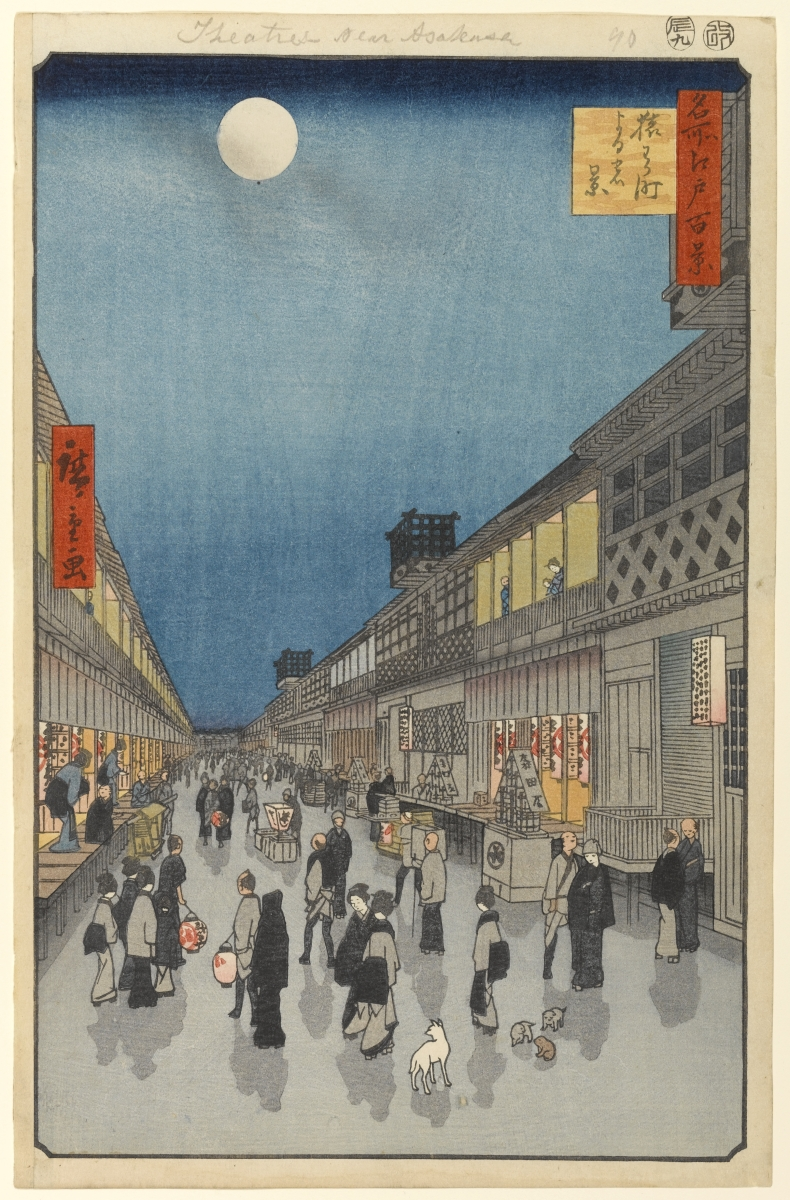
Utagawa Hiroshige:
Saruwaka-chō, 1856

Dass es sich überhaupt um ein Werk des Künstlers handelt, hat nach seinem Tod Suzanne Manet auf der Rückseite des Gemäldes handschriftlich vermerkt: „Garanti d’Edouard Manet, veuve Edouard Manet“ (sinngemäß: verbürgt von Edouard Manet, Witwe Edouard Manet). Ungesichert ist hingegen neben dem Entstehungszeitpunkt auch die genaue Lokalisierung des abgebildeten Sujets. Der heute gebräuchliche Bildtitel geht auf Théodore Duret zurück, der das Bild 1902 als Vue Prise près de la Place Clichy bezeichnet hat. Einen Anhaltspunkt, ob im Bild tatsächlich die Place de Clichy oder eine Straße in der Nähe des Platzes zu sehen ist, lieferte Duret nicht. Da zahlreiche Gebäude, die zu Manets Zeit am Place de Clichy und der Umgebung standen, nicht mehr erhalten sind, lässt sich der Standort des Malers nicht mehr ermitteln. Verschiedene Autoren folgten Duret bei der Ortsangabe Place Clichy im Bildtitel, andere Kunsthistoriker wie Françoise Cachin betitelten das Bild schlicht mit Straße. Bei den anderen Straßenbildern des Jahres 1878, den Ansichten der Rue Mosnier, hat Manet den Blick aus dem Fenster seines Ateliers gemalt. Im Bild Beim Place Clichy in Paris ist der Standort zwar unbekannt, möglich ist aber, das Manet den Blick aus seiner Wohnung darstellte. Zwei Wohnungen kommen hierfür in Frage. Von 1866 bis 1878 wohnte Manet in der Rue de St.-Pétersbourg 49, anschließend bezog er eine neue Wohnung in der Rue de St.-Pétersbourg 39, in der er bis zu seinem Tod 1883 lebte. Beide Wohnungen befanden sich unweit der Place de Clichy und das Gemälde könnte sowohl ein Abschiedsbild aus der alten Wohnung sein, als auch den ersten spontanen Blick aus der neuen Wohnung festgehalten haben.
Die Gegend um die Place de Clichy war Manet bestens bekannt, da sich nicht nur seine beiden Wohnungen und sein Atelier in der Nähe befanden, sondern auch zahlreiche seiner Freunde in diesem Stadtviertel lebten und sie gemeinsam mit ihm die örtlichen Cafés besuchten. Das Motiv der Place de Clichy ist von zahlreichen Künstlern dargestellt worden, darunter vor Manet 1874 von Giovanni Boldini und 1875 von Norbert Goeneutte, sowie nach Manet 1880 von Pierre-Auguste Renoir. Keines der Bilder seiner Malerfreunde gleicht jedoch dem Gemälde von Manet und zeigt einen ähnlichen Blickwinkel. Auch wenn es kein direktes Vorbild für Manets Motiv gibt, ist eine Inspiration durch japanische Künstler deutlich. Maria Teresa Benedetti verweist auf Ukiyo-e-Holzschnitte verschiedener Künstler. Das auffällige Hochkantformat findet sich beispielsweise bei Utagawa Hiroshige in seiner Serie 100 berühmte Ansichten von Edo. Das zu dieser Serie gehörende Blatt Saruwaka-chō zeigt eine Nachtansicht einer Straße im Theaterbezirk von Edo in ähnlicher Weise, wie sie Manet im Gemälde Beim Place Clichy in Paris gewählt hat. In beiden Bildern gibt es ein geschäftiges Treiben in einer Straße einer Großstadt.

## Provenienz
Das Gemälde befand sich beim Tode Manets 1883 in dessen Nachlass. Danach gelangte es in den Besitz des Journalisten und Kunstkritikers Gustave Geffroy. Anschließend gehörte das Bild zur Sammlung des Malers und Bildhauers Eugène Blot, in dessen Besitz sich mehrere impressionistische Werke befanden. Er verschenkte Beim Place Clichy in Paris im Mai 1900 an den befreundeten Kunsthändler Gaston Bernheim. Über die Londoner Kunsthandlung Adam Brothers kam das Bild 1951 in die Sammlung von Richard A. Peto, der in London und auf der Isle of Wight lebte. Er lieh das Bild 1951 unter dem Titel A Street zu der Ausstellung French Paintings. A Second Selection from Mr Peto’s Collection zu einer Ausstellung des Arts Council of Great Britain in London und 1960 zur Ausstellung French Impressionists and English Paintings and Sculptures from the Peto Collection in der City Art Gallery in Plymouth aus. Diese Ausstellungen waren die beiden ersten Gelegenheiten, bei denen ein breites Publikum das Bild sehen konnte. Nach dem Tod von Richard A. Peto erbte dessen Witwe Rosemary Peto das Gemälde. Später befand sich das Bild einige Zeit in einer namentlich nicht bekannten Pariser Privatsammlung. 1975 erwarb das Bild der in Genf lebende Alain de Leseleuc, der vormals das Théâtre de Paris geleitet hatte. Seine Erben veräußerten das Gemälde an das Londoner Kunsthandelsunternehmen Dickinson. Dieses verkaufte es 2007 an einen unbekannten Sammler. Am 24. Juni 2015 kam das Bild in der Londoner Filiale des Auktionshauses Sotheby’s zur Versteigerung und wechselte für 1.685.000 Pfund Sterling den Besitzer. Der neue Eigentümer ist wiederum unbekannt.